# Heath Springs
Heath Springs és una població dels Estats Units a l'estat de Carolina del Sud. Segons el cens del 2000 tenia 864 habitants.

## Demografia
Segons el cens del 2000, Heath Springs tenia 864 habitants, 328 habitatges i 225 famílies. La densitat de població era de 256,6 habitants/km².
Dels 328 habitatges en un 26,5% hi vivien nens de menys de 18 anys, en un 43% hi vivien parelles casades, en un 19,5% dones solteres, i en un 31,1% no eren unitats familiars. En el 28,7% dels habitatges hi vivien persones soles l'11,3% de les quals corresponia a persones de 65 anys o més que vivien soles. El nombre mitjà de persones vivint en cada habitatge era de 2,5 i el nombre mitjà de persones que vivien en cada família era de 3,07.
Per edats la població es repartia de la següent manera: un 22,8% tenia menys de 18 anys, un 9,6% entre 18 i 24, un 22,2% entre 25 i 44, un 26,6% de 45 a 60 i un 18,8% 65 anys o més.
L'edat mediana era de 42 anys. Per cada 100 dones de 18 o més anys hi havia 75,1 homes.
Entorn del 24% de les famílies i el 32,7% de la població estaven per davall del llindar de pobresa.

## Poblacions properes
El següent diagrama mostra les poblacions més properes.